# Krążowniki lekkie typu Worcester
Krążowniki typu Worcester – typ amerykańskich krążowników lekkich, zwodowanych już po zakończeniu II wojny światowej. Z planowanych 10 jednostek ukończono tylko dwie "Worcester" (CL-144) i "Roanoke" (CL-145). Były ostatnimi i największymi okrętami tej kategorii w historii US Navy. Były większe od ciężkich krążowników typu Oregon City i Baltimore.

## Geneza
Od 1936 roku trwały prace nad przystosowaniem armat kalibru 152 mm również do zwalczania celów powietrznych. Prace postępowały powoli, jednak zaakceptowany w czerwcu 1938 roku 10-letni plan rozbudowy marynarki Stanów Zjednoczonych wymusił przyspieszenie prac mających określić charakterystykę nowych krążowników lekkich. Rada Główna (General Board), organ doradczy Sekretarza Marynarki USA rekomendowała uzbrojenie planowanych okrętów w uniwersalne armaty 152 mm. Taka decyzja niosła za sobą jednak dużo problemów technicznych polegających na tym, że w owym czasie nie było nawet projektu wieży dla armat 152 mm, a co za tym idzie trudno było projektować dla nieistniejących wież krążowniki. Istniejące jeszcze w owym czasie ograniczenia traktatowe w tonażu budowanych jednostek spowodowały, że zabrakłoby miejsca na zainstalowanie awaryjnych generatorów prądu o odpowiedniej mocy do obsługi uniwersalnych armat. Wybuch wojny spowodował, że ograniczenia traktatowe przestały obowiązywać, jednak na posiedzeniu Rady Głównej 19 września 1939 roku zrezygnowano z wymogu uniwersalności planowanych armat. Decyzja ta została zmieniona 27 maja 1941 roku, kiedy to Rada poleciła opracować projekt studialny krążownika uzbrojonego w 12 uniwersalnych armat 152 mm. Na zmianę decyzji rady miało wpływ wynalezienie i udoskonalenie radiolokacyjnego zapalnika zbliżeniowego VT, a w warunkach wojny, przy braku ograniczeń tonażowych o wiele łatwiej przychodziło rozwiązywanie problemów z nowymi wieżami. Pojawiły się również coraz doskonalsze urządzenia radarowe, pozwalające na prowadzenie ognia bez optycznej obserwacji celu. W lipcu 1941 roku powstały pierwsze projekty nowych krążowników, oznaczone jako Plan A oraz Plan B. Liczba planów okrętu sięgnęła litery "J" i dopiero ostatni projekt oznaczony jako Plan J został zaakceptowany w 1943 roku.
W maju 1943 roku powstał projekt uniwersalnej armaty kalibru 203 mm, która dzięki zastosowaniu mosiężnej łuski z ładunkiem prochowym zamiast stosowanych dotąd worków z prochem, zamka klinowego zamiast śrubowego i automatu umożliwiającego ładowanie także przy wysokim kącie podniesienia lufy, nie ustępowała szybkostrzelnością armacie 152 mm, a przewyższała ją donośnością i siłą rażenia. W tej sytuacji projekt krążowników lekkich uzbrojonych w armaty 152 mm stanął pod znakiem zapytania.
W styczniu 1944 roku wiadomo już było, że program budowy lekkich krążowników zakończy się; na taką decyzję wpłynęła duża liczba wybudowanych i będących w budowie krążowników typu Cleveland. Jednak znając ograniczenia krążowników Cleveland, między innymi ich zbyt słabą w opinii marynarki konstrukcję kadłuba, zdecydowano się na budowę jednostek nowego typu.

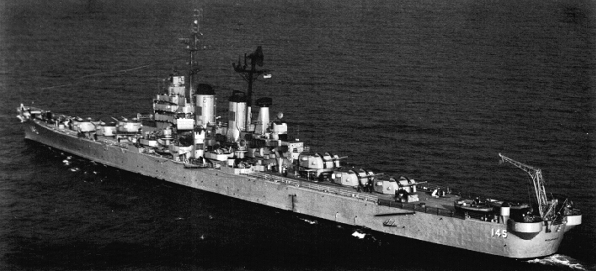
USS "Roanoke" (CL-145) późne lata 50.

## Budowa
Budowę wszystkich jednostek typu Worcester zlecono stoczni New York Shipbuilding w Camden. Stępkę pod USS "Worcester" (Cl-144) położono 29 stycznia 1945 roku, pod USS "Roanoke" (CL-145) – 15 maja 1945 roku, zwodowano je odpowiednio 4 lutego i 16 czerwca 1947 roku. US Navy przyjęła do służby "Worcester" 26 czerwca 1948 roku, "Roanoke" 4 kwietnia 1949 roku. 12 sierpnia 1945 roku anulowano kontrakt na budowę pozostałych dwóch zamówionych krążowników: USS Gary (CL-147) oraz USS Vallejo (CL-146).

## Uzbrojenie
Główne uzbrojenie okrętów stanowiło 12 armat uniwersalnych Mk 16 kalibru 152 mm o długości lufy 47 kalibrów (7,34 m), o szybkostrzelności 12 strzałów na minutę bez względu na kąt podniesienia lufy. Umieszczone były w sześciu dwudziałowych wieżach. Wieże, w których je instalowano, ważyły po 212 ton każda; było to o 20% więcej niż wieże trzydziałowe na okrętach typu Clevland. Artylerię średniego kalibru tworzyły 24 przeciwlotnicze, półautomatyczne armaty Mk 22 (11 x II, 2 x I), kalibru 76 mm o lufach długości 50 kalibrów (3,81 m) i masie 798 kg (bez automatu załadowczego). Uzbrojenie przeciwlotnicze uzupełniały podwójnie sprzężone działka 20 mm/L72 Oerlikon Mk 4 jednak z uwagi na to, że ich ręczne kierowanie było mało efektywne, szybko je zdemontowano. Ogień armat 152 mm kierowany był czterema stanowiskami Mk 37, armaty 76 mm miały systemy kierowania ognia Mk 56 (cztery) oraz Mk 63 (dwa), które kierował stanowiskami z pojedynczymi armatami 76 mm umieszczonymi na rufie okrętu.

## Opancerzenie
Pas burtowy miał szerokość 2,89 m i długość 111 m. Jego grubość w górnej części wynosiła 152 mm, zmniejszając się do 76 mm przy dolnej krawędzi. Blachy poszycia, na które był położony, wykonane były ze stali utwardzanej STS (Special Treatment Steel). Dziobowe komory amunicyjne chronił pancerz również wykonany z blachy STS. Komory rufowe chronił pancerz o grubości od 152 mm do 76 mm. Na całej długości pasa burtowego górny pokład pancerny miał grubość 25,4 – 22 mm. Grubość dolnego pokładu pancernego wynosiła 89 mm. Pancerz wież miał grubość 165 mm (płyta czołowa), 76 mm (strop), 51 mm (płyty boczne i tył). Barbety ochraniał pancerz grubości 127 mm. Stanowisko dowodzenia osłaniał pancerz 127 mm (czoło), 102 mm (strop) i 114 mm (tył).